# Sorocephalus imbricatus
Sorocephalus imbricatus är en tvåhjärtbladig växtart som först beskrevs av Carl Peter Thunberg, och fick sitt nu gällande namn av Robert Brown. Sorocephalus imbricatus ingår i släktet Sorocephalus och familjen Proteaceae. Inga underarter finns listade i Catalogue of Life.